# Mesaieed
Mesaieed, además llamada Umm Said, (en árabe: بلدية مسيعيد), era uno de los diez municipios en los que se encontraba subdividido territorialmente el estado de Catar hasta el 2004. Su capital llevaba el mismo nombre Mesaieed. 

## Geografía y demografía
La superficie de Mesaieed abarcaba una extensión de territorio que ocupaba 176 kilómetros cuadrados del país. Se ubica geográficamente entre las siguientes coordenadas: 24°58′48″N 51°32′59″E / 24.98000, 51.54972.
Su población se componía de unas 9.870 personas (cifras del censo del año 2004). La densidad poblacional de esta división administrativa era de 55 habitantes por cada kilómetro cuadrado aproximadamente.

## Historia
Mesaieed se estableció en 1949 como una terminal portuaria para la Qatar Petroleum en un sitio deshabitado de la costa. Fue el único puerto de aguas profundas en Catar por más de 20 años. Como municipio fue creado en 1997.